# رود خورول
رود خورول رودی در کشور اوکراین و ریزابه راست رودخانه پسل است. این رود از کشور اوکراین می‌گذرد.این رود از نزدیکی روستایی در استان سومی سرچشمه می‌گیرد و طول آن ۳۰۸ کیلومتر (۱۹۱ مایل) است.